# Duc de Dino
 (mai 2017).
Si vous disposez d'ouvrages ou d'articles de référence ou si vous connaissez des sites web de qualité traitant du thème abordé ici, merci de compléter l'article en donnant les références utiles à sa vérifiabilité et en les liant à la section « Notes et références ».
Le titre de duc de Dino est créé en 1815 par le roi Ferdinand Ier des Deux-Siciles pour le prince de Talleyrand, ministre français des Affaires étrangères.
Il fut reconnu en France en 1817 et en Italie en 1912 et s'est s’éteint en 1968 dans la maison de Talleyrand-Périgord avec Hélie de Talleyrand-Périgord, dernier duc de Talleyrand, de Sagan et de Dino.

## Histoire
Le titre de duc de Dino est créé par décret royal du 9 novembre 1815 de Ferdinand Ier des Deux-Siciles en faveur du prince de Talleyrand, en échange de la restitution de la principauté de Bénévent qui lui avait été concédée en 1806 par Napoléon Ier,,,.
L'île de Dino est une petite île inhabitée de Calabre (0,5 km2), en Mer Tyrrhénienne.
Le titre fut reconnu comme titre français par Louis XVIII le 31 août 1817 en faveur de Charles-Maurice de Talleyrand-Périgord, avec la dignité de pair de France héréditaire,,.
Le 2 décembre 1817, un nouveau décret du roi des Deux-Siciles autorise la transmission du titre à son neveu Alexandre-Edmond de Talleyrand (1787-1872), fils de son frère cadet Archambaud (1762-1838) époux de la princesse Dorothée de Courlande, qui a immortalisé le titre au féminin,,.
Le titre de duc de Dino et pair est ensuite porté par Alexandre-Edmond (1814-1894), fils cadet d'Alexandre-Edmond (l'aîné, porte le titre de courtoisie de « duc de Valençay », du nom du domaine de Valençay acquis en 1803 par le prince de Talleyrand),,.
Son fils, Maurice de Talleyrand-Périgord (1843–1917) lui succède comme 4e duc de Dino,.
Par décret du roi d'Italie du 10 juillet 1912, le titre est transféré à Hélie de Talleyrand-Périgord (1859-1937) 5e duc de Talleyrand, qui devient 5e duc de Dino en 1917 à la suite de son cousin Maurice décédé sans postérité,,.
De son mariage en 1908 avec Anna Gould, il a un fils Howard, décédé en 1929, et une fille Violette (1915-2003) mariée au comte James de Pourtalès.
En 1937, au décès du précédent, le titre de duc de Dino passe à son frère Boson (1857-1952) 6e duc de Talleyrand, qui devient 6e duc de Dino, qui n'eut pas de postérité de ses trois mariages,,.
En 1952, à la mort de Boson, son cousin Hélie de Talleyrand-Périgord (1882-1968), devient le 7e et dernier duc de Dino de Talleyrand et de Sagan et le dernier mâle de la maison de Talleyrand-Périgord. Avec lui s'éteint le titre de duc de Dino. Toutefois, le titre de duc de Dino a perdu toute reconnaissance officielle, comme tous les titres de noblesse italiens, par la constitution de la République italienne de 1947
Réapparition d'un objet d'art chinois ayant appartenu au 3e duc de Dino.
Un important vase en porcelaine de Chine (1796-1820), dit « impérial » et de la famille Rose provenant de cette collection figure à la vente du mobilier d'un château normand à Paris le 18/09/2022 (reprod. coul.en pleine page dans La Gazette Drouot no 296 - 22/07/2022, p. 57).

## Liste des ducs de Dino
Titre des Deux-Siciles (1815 et 1817), dont le port a été autorisé en France en 1817 (à titre viager) ; titre reconnu par le roi d'Italie en 1912.
- 1815-1817 : Charles-Maurice de Talleyrand-Périgord (1754-1838), 1er duc de Dino, prince à brevet de Talleyrand (1814), duc de Talleyrand (1817), pair de France (1814 et 1815).
- 1817-1838 : Alexandre-Edmond de Talleyrand-Périgord (1787-1872), neveu du précédent, 2e duc de Dino, comte de l'Empire (1810) et 2e duc de Talleyrand (1838), marié en 1809 avec Dorothée de Courlande (1793-1862), duchesse de Sagan ;
- 1838-1894 : Alexandre-Edmond de Talleyrand-Périgord (1813-1894), fils cadet du précédent, 3e duc de Dino, marié en 1839 avec Valentine de Sainte-Aldegonde (1820-1891) ;
- 1894-1917 : Maurice de Talleyrand-Périgord (1843-1917), fils du précédent,4e duc de Dino, sans postérité masculine de son mariage (1867) avec Elisabeth Beers Curtis.
- 1917-1937 : Hélie de Talleyrand-Périgord (1859-1937), cousin du précédent, 5e duc de Talleyrand et 5e duc de Dino par décret italien du 10 juillet 1912[5],[3],[6].
- 1937-1952 : Boson de Talleyrand-Périgord (1867-1952), frère du précédent, 6e duc de Talleyrand et 6e duc de Dino[3],[7],[9]. Sans postérité de ses trois mariages.
- 1952-1968 : Hélie de Talleyrand-Périgord (1882-1968), cousin du précédent, dernier duc de Talleyrand, de Sagan et de Dino. Sans postérité de son mariage en 1938 avec Lela Emery, il fut le dernier mâle de la maison de Talleyrand-Périgord[3].
- À la mort sans postérité, en 1968, du dernier duc de Dino, sa sœur Félicie de Talleyrand-Périgord se déclare « duchesse de Dino » (titre irrégulier). En 1972, son fils aîné, Don Manuel de Andia y Talleyrand-Périgord, marquis de Vilahermosa († 2005), prend le titre de « duc de Dino » (il aurait obtenu en 1975 une « confirmation » de ce titre de la part de l'ex-roi d'Italie, Umberto II, mais celle-ci est dépourvue de valeur légale, venant d'un prétendant non régnant). Après lui, sa fille aînée Dona Maria Luisa de Andia y Elio, mariée a S.E Don Luis de Villegas, ambassadeur d'Espagne, fils du général gouverneur de Navarre, s'intitule « duchesse de Dino »[10]. En 2015 son fils Don Javier de Villegas y Gonzalez de Andia se dit également « duc de Dino ».